# Port lotniczy Londyn-Stansted

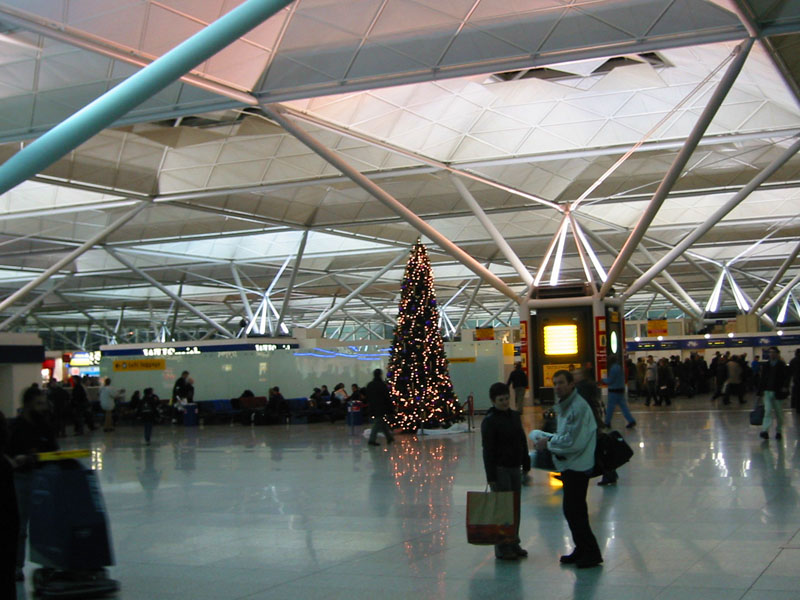
Wnętrze terminala w 2002, zaprojektowanego przez Normana Fostera

Port lotniczy Londyn-Stansted (ang.: London Stansted Airport, kod IATA: STN, kod ICAO: EGSS) – duże międzynarodowe lotnisko położone 48 km na północny wschód od Londynu, obsługujący tanie linie lotnicze. Jest to obecnie czwarty co do wielkości port lotniczy Wielkiej Brytanii, trzeci co do wielkości obsługujący Londyn po Heathrow i Gatwick. Posiada jedną 3048-metrową drogę startową. W latach 2000–2006 obsłużył kolejno 11,85 – 13,65 – 16,05 – 18,71 – 20,91 – 22,01 i 23,68 milionów pasażerów.
Planowany jest dalszy szybki rozwój portu: dodanie drugiej drogi startowej przed 2012 i zakładana jest maksymalnie obsługa 80 mln pasażerów rocznie. Te plany spotkały się ze sprzeciwem części społeczeństwa ze względów socjo-ekologicznych. Obecnie trwa debata publiczna na ten temat. W międzyczasie, port lotniczy podlega prawnemu ograniczeniu dozwolonego ruchu do 25 mln pasażerów rocznie.
Stansted jest głównym węzłem dla irlandzkiego przewoźnika Ryanair w Wielkiej Brytanii.

## Opis
Stansted Airport ma jeden główny terminal pasażerski, w pobliżu miejscowości Stansted Mountfitchet. Istnieją trzy budynki satelickie, w których położone są bramki odlotów, jeden jest podłączony do głównego terminalu przez most, a dwa pozostałe przez Stansted Airport Transit System.
Budynek Terminala został zaprojektowany przez Foster Associates przy udziale inżyniera Petera Rice i dysponuje „pływającym” dachem, wspartym wiązarami dachowymi przez ramię przestrzennego odwróconego ostrosłupa, tworząc wrażenie stylizowanego łabędzia w locie. Podstawą każdej konstrukcji kratownicy jest „filar narzędziowy”, który zapewnia pośrednie oświetlenie i jest miejscem dla klimatyzacji, wody, telekomunikacji i gniazd elektrycznych. Układ lotniska został tak zaprojektowany by na tym samym poziomie zapewnić niezakłócony przepływ pasażerów, dostęp do krótkoterminowego parkingu, poruszanie się po sali check-in, przejście przez zabezpieczenia i bramki odlotów .
W latach 1997–2007 Stansted uzyskało szybki wzrost liczby pasażerów, głównie w segmencie tanich linii lotniczych, osiągając liczbę 24 milionów pasażerów (w ciągu 12 miesięcy do października 2007 roku), jednak liczba pasażerów spadała przez kolejne pięć lat (do 2012 r.). Od tego czasu liczba pasażerów wzrasta; w 2014 roku port odnotował roczny wzrost pasażerów o 11,7%, do 19,9 mln.

## Infrastruktura

### Terminal i budynki satelickie
Stansted jest najnowszym lotniskiem pasażerskim ze wszystkich głównych lotnisk w Londynie. Terminal stanowi podłużny budynek ze szkła i jest podzielony na trzy obszary: strefę check-in i halę główną na przedzie budynku, odloty na tyłach budynku, strefę przylotów po lewej stronie z tyłu tuż przy wejściu. Nie ma bramek w budynku głównym terminalu; zamiast tego są trzy oddzielne budynki, w których znajdują się bramki z czwartym budynkiem satelitarnym w budowie. Budynki satelickie nr 1 i 2 są dostępne przez system Stansted Airport Transit System zabierając pasażerów z hali odlotów i przylotów do hali w głównym budynku terminala. Budynek nr 2 jest również podłączony do budynku terminalu przez chodnik tak jak budynek nr 3, który nie jest obsługiwany przez system tranzytowy.
Budynek satelicki nr 3 nie posiada rękawów, dlatego jest wykorzystywany przez największą tanią linię lotniczą Ryanair. Wszystkie inne linie lotnicze korzystają z budynków nr 1 i 2, które, w przeciwieństwie do budynku nr 3 są wyposażone w rękawy. Ryanair nigdy nie używa Budynku nr 1 ze względu na niechęć do wymaganego użycia pociągu tranzytowego dla pasażerów, aby się do niego dostać. Jest to najczęściej używany przez inne linie lotnicze budynek (w tym easyJet).
Terminal jest wyposażony w kantory wymiany walut, zaplecze de usługi bagażowych, dostęp do internetu, toalety, prysznice, kaplicę i salę modlitw dla innych religii. Istnieje ponad 60 różnych sklepów, barów, restauracji i kawiarni na całym lotnisku, jak również saloniki lotnicze.

### Parkingi i hotele

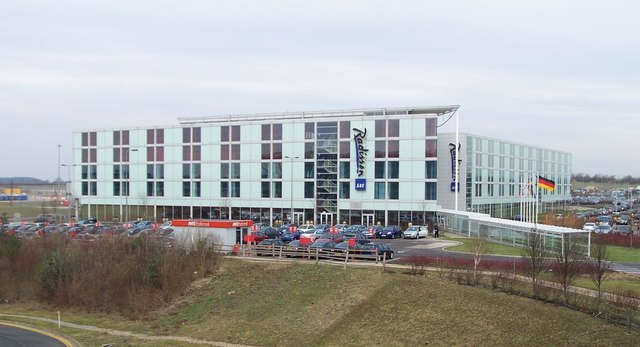
Hotel Radisson Blu

Stansted posiada wiele różnorodnych parkingów samochodowych zarówno długo, średnio i krótkoterminowych. Istnieją również dwie strefy odbioru pasażerów. Strefa ekspresowa znajduje się przy parkingu krótkoterminowym, podczas gdy parking darmowy znajduje się na terenie parkingu średnioterminowego. Opłata jest pobierana za usługi ekspresowe. Stansted oferuje również szereg zakwaterowań w hotelach w tym hotelu Hilton, Premier Inn i Radisson Blu, z czego ten ostatni jest położony dwie minuty od budynku terminalu za pośrednictwem tajnego przejścia. Istnieją regularne transfery autobusami między budynkiem terminalu i parkingami oraz hotelami w Stansted.

### Wieża kontroli ruchu
Wieża kontroli ruchu lotniczego w Stansted została ukończona w 1996 i należała do najwyższych budynków w Wielkiej Brytanii w tym czasie. Znajduje się na północny wschód od lotniska w południowej części budynku terminalu. Ma zielony kolor, który pasuje do przyciemnianych szyb okien w budynkach satelitarnych. Zastąpiła ona starą wieżę kontrolną (która miała słabą widoczność na lotnisko), gdy obecny budynek terminalu został otwarty w 1991.

### Inna infrastruktura
Istnieje kilka budynków towarowych i hangarów na całym lotnisku. Główny ośrodek cargo znajduje się przy wieży kontrolnej i obsługuje większość operacji samolotów towarowych, w tym takich jak McDonnell Douglas MD-11 i Boeing 747. Istnieje niewielka liczba hangarów po drugiej stronie pasa startowego. Największe znajdują się w południowo-wschodniej części lotniska, z których jeden jest wykorzystywany przez Ryanair.
Titan Airways ma swoją siedzibę w Enterprise House na lotnisku. Kilka linii lotniczych w jednym czasie miało swoją siedzibę na terenie obiektu na lotnisku. AirUK (później KLM uk) miał swoją główną siedzibę w Stansted House. Buzz miał swoją siedzibę w Endeavour House. Gdy istniała AB Airlines, jego siedziba była w Enterprise House. W okresie Lloyd International Airways miały swoją siedzibę w Lloyd House, natomiast Go Fly w Enterprise House.

## Linie lotnicze i kierunki lotów
| Linia lotnicza       | Kierunek |
| -------------------- | --- |
| AnadoluJet           | 1. Ankara 2. Stambuł-Sabiha Gökçen Sezonowo: 1. Antalya |
| Aurigny Air Services | 1. / Guernsey (powrót od 31 marca 2024) |
| British Airways      | Sezonowo: 1. Florencja 2. Genewa (od 14 grudnia 2024) 3. Ibiza 4. Nicea Sezonowe czartery: 1. Calvi |
| Corendon Airlines    | Sezonowo: 1. Antalya 2. Izmir (od 15 maja 2025) |
| Czech Airlines       | Sezonowo: 1. Praga |
| easyJet              | 1. Amsterdam 2. Belfast-International 3. Edynburg 4. Glasgow Sezonowo: 1. Genewa 2. Zurych |
| Emirates             | 1. Dubaj |
| FlyOne               | 1. Kiszyniów |
| HiSky                | 1. Kiszyniów |
| Jet2.com             | 1. Agadir (od 3 października 2024) 2. Alicante 3. Antalya 4. Ateny 5. Faro 6. Fuerteventura 7. Madera 8. Gran Canaria 9. Lanzarote 10. Malaga 11. Marrakesz (od 4 października 2024) 12. Palma de Mallorca 13. Pafos 14. Rzym-Fiumicino 15. Teneryfa-Południe Sezonowo: 1. Bodrum 2. Burgas 3. Katania 4. Chambéry 5. Chania 6. Korfu 7. Dalaman 8. Dubrownik 9. Genewa 10. Girona 11. Grenoble 12. Heraklion 13. Ibiza 14. Innsbruck 15. Izmir 16. Kalamata 17. Kefalonia 18. Kos 19. Larnaka 20. Malta 21. Menorka 22. Mitylena 23. Neapol 24. Nicea (od 3 maja 2024) 25. Olbia 26. Praga 27. Preweza 28. Pula (od 3 maja 2025) 29. Reus 30. Reykjavík-Keflavík 31. Rodos 32. Salzburg 33. Santorini 34. Skiathos 35. Split 36. Saloniki 37. Tivat (od 1 kwietnia 2024) 38. Werona 39. Wiedeń 40. Zakintos |
| Pegasus Airlines     | 1. Ankara 2. Antalya 3. Izmir 4. Stambuł-Sabiha Gökçen Sezonowo: 1. Dalaman |
| Play                 | 1. Reykjavík-Keflavík |
| Royal Jordanian      | 1. Amman |
| Ryanair              | 1. Aalborg 2. Aarhus 3. Agadir 4. Alicante 5. Ankona 6. Asturia 7. Ateny 8. Barcelona 9. Bari 10. / Bazylea 11. Belfast-International 12. Mediolan-Bergamo 13. Bergerac 14. Berlin 15. Biarritz 16. Billund 17. Bolonia 18. Bordeaux 19. Bratysława 20. Brema 21. Brindisi 22. Brno 23. Bukareszt 24. Budapeszt 25. Bydgoszcz 26. Cagliari 27. Carcassonne 28. Castellón 29. Katania 30. Kluż-Napoka 31. Kolonia/Bonn 32. Kopenhaga 33. Cork 34. Dortmund 35. Dublin 36. Dubrownik (od 2 kwietnia 2024) 37. Edynburg 38. Eindhoven 39. Essaouira 40. Faro 41. Fez 42. Fuerteventura 43. Madera 44. Gdańsk 45. Genua 46. Girona 47. Göteborg 48. Gran Canaria 49. Frankfurt-Hahn 50. Hamburg 51. Helsinki 52. Karlsruhe/Baden-Baden 53. Katowice 54. Kowno 55. Kerry 56. Klagenfurt 57. Knock 58. Koszyce 59. Kraków 60. Lamezia Terme 61. Lanzarote 62. La Rochelle 63. Lipsk 64. Limoges 65. Lizbona 66. Łódź 67. Lourdes 68. Luksemburg 69. Madryt 70. Malaga 71. Malta 72. Marrakesz 73. Marsylia 74. Memmingen 75. Mediolan-Malpensa 76. Murcja 77. Nantes 78. Neapol 79. Newquay 80. Nicea 81. Norymberga 82. Olsztyn 83. Örebro 84. Oslo-Gardermoen 85. Ostrawa 86. Ouarzazate 87. Połąga 88. Palermo 89. Palma de Mallorca 90. Pafos 91. Perugia 92. Pescara 93. Piza 94. Płowdiw 95. Podgorica 96. Poitiers 97. Poprad 98. Porto 99. Poznań 100. Praga 101. Rabat 102. Ryga 103. Rzym-Ciampino 104. Rzeszów 105. Salzburg 106. Oslo-Torp 107. Santander 108. Santiago de Compostela 109. Sarajewo (od 2 kwietnia 2024) 110. Sewilla 111. Shannon 112. Sofia 113. Sztokholm-Arlanda 114. Sztokholm-Västerås 115. Szczecin 116. Tallinn 117. Tanger 118. Teneryfa-Południe 119. Saloniki 120. Tirana 121. Tuluza 122. Tours 123. Trapani 124. Triest 125. Turyn 126. Walencja 127. Wenecja 128. Werona 129. Wiedeń 130. Vigo 131. Wilno 132. Warszawa-Modlin 133. Wrocław 134. Zagrzeb 135. Saragossa Sezonowo: 1. Alghero 2. Almería 3. Béziers 4. Brive 5. Chania 6. Korfu 7. Grenoble 8. Ibiza 9. Jerez 10. Kalamata 11. Kefalonia 12. Kos 13. Menorka 14. Nîmes 15. Olbia (od 1 maja 2024) 16. Osijek 17. Perpignan 18. Ponta Delgada 19. Preweza 20. Pula 21. Reus 22. Rijeka 23. Rimini 24. Rodos 25. Rodez 26. Rovaniemi 27. Santorini 28. Zadar 29. Zakintos |
| Sky Alps             | Sezonowo: 1. Bolzano (do 14 kwietnia 2024) |
| Southwind Airlines   | Sezonowo: 1. Antalya (od 31 marca 2024) 2. Dalaman (od 30 marca 2024) |
| SunExpress           | 1. Antalya (od 31 marca 2024) 2. Izmir Sezonowo: 1. Adana (od 24 maja 2024) 2. Gaziantep (od 2 kwietnia 2024) |
| TUI Airways          | 1. Gran Canaria 2. Szarm el-Szejk Sezonowo: 1. Chambéry 2. Korfu 3. Dalaman 4. Heraklion 5. Ibiza 6. Innsbruck 7. Kefalonia 8. Menorka 9. Palma de Mallorca 10. Pafos 11. Rodos 12. Salzburg 13. Teneryfa-Południe 14. Turyn 15. Werona (od 21 grudnia 2024) 16. Zakintos |
| Widerøe              | 1. Bergen (do 8 kwietnia 2024) |

### Cargo
| Linia lotnicza                                   | Kierunek                                                                        |
| ------------------------------------------------ | ------------------------------------------------------------------------------- |
| Asiana Cargo                                     | 1. Mediolan-Malpensa 2. Moskwa-Domodiedowo 3. Seul-Inczon                       |
| Astral Aviation                                  | 1. Nairobi                                                                      |
| Cargolux                                         | 1. Luksemburg 2. Hongkong 3. Mediolan-Malpensa                                  |
| China Southern Cargo                             | 1. Guangzhou 2. Frankfurt                                                       |
| Ethiopian Airlines Cargo                         | 1. Addis Abeba                                                                  |
| FedEx Express                                    | 1. Kolonia/Bonn 2. Dublin 3. Indianapolis 4. Memphis 5. Paryż-Charles de Gaulle |
| FedEx Feeder (obsługiwane przez Air Contractors) | 1. Amsterdam 2. Glasgow 3. Manchester                                           |
| FedEx Feeder (obsługiwane przez Swiftair)        | 1. Glasgow                                                                      |
| Jet2.com Cargo                                   | 1. Edynburg 2. Newcastle                                                        |
| Korean Air Cargo                                 | 1. Ćennaj 2. Mediolan-Malpensa 3. Navoiy 4. Seul-Inczon                         |
| Martinair Cargo                                  | 1. Aguadilla 2. Amsterdam 3. Bogota                                             |
| Panalpina                                        | 1. Huntsville 2. Luksemburg                                                     |
| Qatar Airways Cargo                              | 1. Akra 2. Doha 3. Mediolan-Malpensa 4. Oslo-Gardermoen                         |
| Silk Way Airlines                                | 1. Baku 2. Nowy Jork-JFK                                                        |
| Royal Mail (obsługiwane przez Jet2.com           | 1. Belfast-International 2. Edynburg                                            |
| Royal Mail (obsługiwane przez Titan Airways      | 1. Belfast-International 2. Edynburg 3. Exeter                                  |
| Royal Mail (obsługiwane przez West Atlantic      | 1. Newcastle 2. Bournemouth                                                     |
| Turkish Airlines Cargo                           | 1. Amsterdam 2. Stambuł-Atatürk                                                 |
| TNT Airways                                      | 1. Liège                                                                        |
| UPS Airlines                                     | 1. Kolonia/Bonn 2. Newark 3. Filadelfia                                         |

## Transport naziemny

### Pociągi

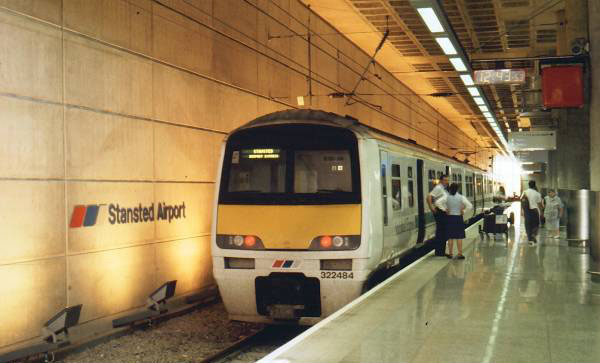
Stacja kolejowa Stansted Airport – połączenia do Londynu, Cambridge, Peterborough, Leicester i Birmingham z portem lotniczym

W Stansted znajduje się stacja kolejowa pod budynkiem terminalu. Pociągi obsługiwane przez CrossCountry, odjeżdżają stąd do Cambridge, Leicester i Midlands co 60 minut. Natomiast pociągi Stansted Express kursują do i z Liverpool Street Station w Londynie co 15 minut, podróż trwa 45 minut.

### Autobusy
Autobusy ekspresowe i autobusy dalekobieżne kursują pomiędzy portem lotniczym i przystankami obsługującymi Stratford, Victoria Coach Station, Liverpool Street Station i Golders Green (wszystkie w Londynie), kosztując połowę tego co bilet kolejowy, lecz podróż autobusem trwa dłużej: od 80 do 130 minut, z wyjątkiem dojazdu ze Stratford, który zajmuje ok. 45 minut. Dworzec autobusowy na lotnisku przylega do terminala. Firma National Express obsługuje połączenie pomiędzy portem lotniczym a miastem Oksford; dojazd ten zajmuje około trzech godzin. Za to, godzinny przejazd cechuje komunikację autobusową lotniska z miastem Cambridge. Jednakże, autobusy łączące lotnisko z tymi dwoma miastami uniwersyteckimi kursują rzadko. Dodatkowo, firma easyBus obsługuje połączenie pomiędzy lotniskiem i Baker Street w centrum Londynu.

### Drogi
Stansted łączy się z północnym Londynem i Cambridge autostradą M11, oraz z Colchester i Harwich drogą szybkiego ruchu A120. Parking na długi czas postoju jest oddalony około 1,5 km od terminalu. Pasażerowie potrzebują przynajmniej 20 minut, aby dotrzeć do parkingu. W związku z tym część pasażerów korzysta z usług autobusu wahadłowego. Natomiast parking na krótki czas postoju znajduje się blisko budynku terminalowego.